# Sebastian Szymański
Sebastian Szymański (Biała Podlaska, 10 de mayo de 1999) es un futbolista internacional polaco que juega de centrocampista en el Fenerbahçe S. K. de la Superliga de Turquía.

## Trayectoria

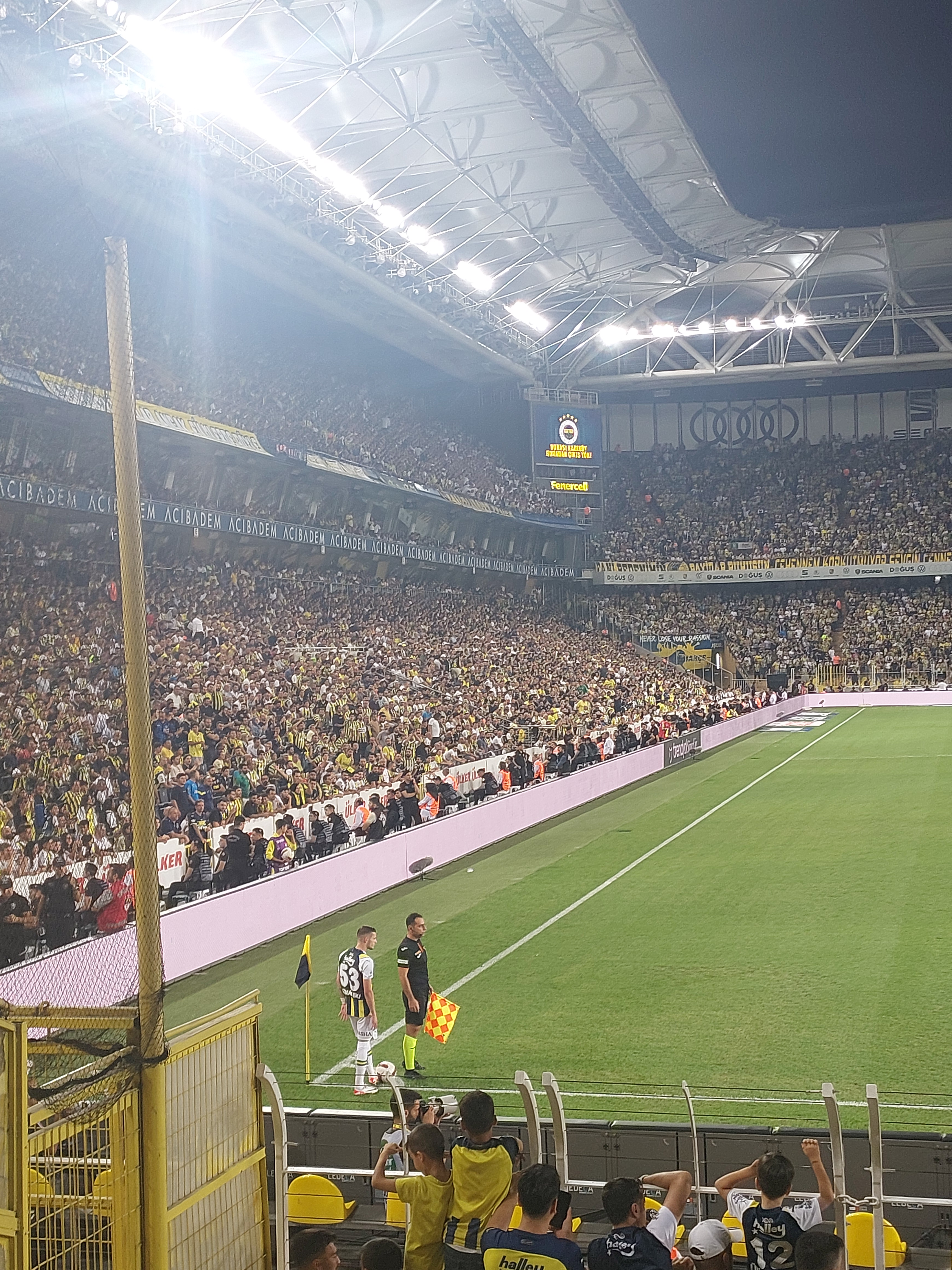
Szymański con el Fenerbahçe S.K.

Se unió al Legia de Varsovia en 2012, tras haberse criado en las categorías inferiores del TP 54 Biała Podlaska de su ciudad natal. Estuvo en la academia juvenil del Legia hasta ser ascendido al primer equipo en 2016. Previamente ya había jugado en la selección sub-16 y sub-17 de Polonia. El 1 de junio de 2019 se oficializó su traspaso al FC Dinamo Moscú de la Liga Premier de Rusia por 5 500 000 €.
En julio de 2022 fue cedido al Feyenoord. Con este equipo ganó la Eredivisie antes de volver a la entidad moscovita, que lo traspasó al Fenerbahçe S. K. en julio de 2023.

## Selección nacional

### Participaciones en Copas del Mundo
| Mundial                        | Sede  | Resultado        | Partidos | Goles |
| ------------------------------ | ----- | ---------------- | -------- | ----- |
| Copa Mundial de Fútbol de 2022 | Catar | Octavos de final | 2        | 0     |

### Participaciones en Eurocopas
| Copa          | Sede     | Resultado    | Partidos | Goles |
| ------------- | -------- | ------------ | -------- | ----- |
| Eurocopa 2024 | Alemania | Primera fase | 2        | 0     |

## Palmarés

### Títulos nacionales
| Título          | Club              | País         | Año     |
| --------------- | ----------------- | ------------ | ------- |
| Ekstraklasa     | Legia de Varsovia | Polonia      | 2016-17 |
| Copa de Polonia | Legia de Varsovia | Polonia      | 2017-18 |
| Ekstraklasa     | Legia de Varsovia | Polonia      | 2017-18 |
| Eredivisie      | Feyenoord         | Países Bajos | 2022-23 |